# Denki Jigyō Rengōkai
Die Denki Jigyō Rengōkai (jap. 電気事業連合会, kurz: 電事連, Denjiren, engl. The Federation of Electric Power Companies of Japan, kurz FEPC) ist der Verband der Stromversorger in Japan. Der Sitz liegt in Tokio. Das Board of Directors besteht aus acht Mitgliedern. Die FEPC unterhält ein Büro in Washington, das 1994 eröffnet wurde.

## Geschichte
Die FEPC wurde am 20. November 1952 von den neun regionalen Stromversorgern gegründet, die 1951 aus dem staatlichen Stromversorger Nihon Hassōden hervorgegangen waren. Im März 2000 wurde auch Okinawa Denryoku Mitglied bei der FEPC.

## Mitglieder

Stromversorger in Japan

Die folgenden Stromversorger sind Mitglied der FEPC:
- Chūbu Denryoku
- Chūgoku Denryoku
- Hokkaidō Denryoku
- Hokuriku Denryoku
- Kansai Denryoku
- Kyūshū Denryoku
- Okinawa Denryoku
- Shikoku Denryoku
- Tōhoku Denryoku
- Tōkyō Denryoku